# Обелиск (фильм)
«Обелиск» — художественный фильм, экранизация одноимённой повести Василя Быкова.

## Сюжет
Западная Белоруссия. Молодой сельский учитель Алесь Мороз увлечён своей работой, пользуется заслуженной любовью своих учеников, воспитывает их достойными людьми.
Начинается Великая Отечественная война. Село оккупировано немецкими войсками. Мальчишки по мере возможностей вредят оккупантам, и однажды им удаётся почти случайно убить немца.
Немцы схватили мальчишек, но объявили, что отпустят их, если учитель (ушедший к партизанам) явится к ним сам. Мороз понимает, что идёт на верную смерть, но не может оставить учеников.
После войны, единственный чудом выживший из тех мальчишек — Павел Миклашевич — сам становится учителем и долгие годы борется за восстановление доброго имени Алеся Мороза, числящегося сдавшимся в плен. Он приглашает в село столичного журналиста, но сам не доживает до встречи с ним.

## В ролях
- Евгений Карельских — Алесь Иванович Мороз
- Игорь Охлупин — Тимофей Титович Ткачук в молодости
- Леонид Охлупин — Тимофей Титович Ткачук в старости
- Александр Стригалёв — Павлик Миклашевич
- Эдуард Марцевич — Павел Васильевич Миклашевич
- Валерий Носик — журналист
- Надежда Семенцова — Ульяна
- Ольга Григорьева
- Сергей Гурзо — Каин
- Валентин Грачёв — Сивак
- Александра Денисова — Марья Михайловна, старуха-хозяйка